# David Gray (Journalist)
David Gray (* 31. Dezember 1927 in Kingswinford, West Midlands; † 6. September 1983 in London) war ein britischer Sportjournalist und -korrespondent. 

## Biographie
Nach dem Abschluss an der University of Birmingham arbeitete David Gray bei den Zeitungen Wolverhampton Express and Star, dem Northern Daily Telegraph und der News Chronicle. Gray war von 1956 bis 1976 Journalist und Korrespondent der britischen Tageszeitung The Guardian. Er befürwortete die Abschaffung des Amateurtennis und die Einführung der Open Era. David Gray war auch an der Re-Organisation des Davis-Cup beteiligt. Nach seiner Tätigkeit beim Guardian wurde er von 1976 bis zu seinem Tod 1983 ITF Diplomatic General Secretary. 1985 erfolgte seine Aufnahme in die International Tennis Hall of Fame.